# Franciscodoras marmoratus
Franciscodoras marmoratus är en fiskart som först beskrevs av Lütken, 1874.  Franciscodoras marmoratus ingår i släktet Franciscodoras och familjen Doradidae. Inga underarter finns listade i Catalogue of Life.